# Rolando Florián Féliz
Rolando Florián Féliz: (Barahona, 1966- Santo Domingo, 16 de mayo de 2009) fue un narcotraficante dominicano, considerado el más peligroso condenado en la República Dominicana.
Durante diciembre de 2005, un juez de la provincia de San Cristóbal ordenó el encarcelamiento de Florián Féliz en el bloque de celdas de los presos comunes en la Penitenciaría de Najayo, luego del descubrimiento de un segundo túnel por el que presuntamente el interno planeaba escapar. El hallazgo se produjo durante las obras de remodelación del penal de Monte Plata. El descubrimiento se debió a la propia solicitud de traslado de Florián, alegando que estaba siendo tratado en violación de las normas penitenciarias, incluido su reclusión en una celda de máxima seguridad, impidiéndole asistir a la misa dominical y sin recibir visitas.
Florián Féliz también fue condenado por el asesinato de Víctor Augusto Féliz, hijo del líder reformista y exsenador de Barahona, Augusto Féliz Matos.
En la solicitud de extradición de abril de 2006 del cambista Euleterio Guante, el Gobierno estadounidense incluyó a Juan Danilo Florián Féliz, hermano de Rolando Florián Féliz. EE. UU. también solicitó a Francisco Féliz y a otro hombre conocido solo como Edwin (El Flaco), acusados de utilizar territorio dominicano para introducir drogas a Puerto Rico por barco. Según un caso preparado por la Fiscalía del Distrito Nacional, en abril de 2003 Guante participó en el transporte de 1,451 kilos de cocaína a Puerto Rico, junto con Pedro Alberto Ubiera Jiménez, Ángel Cuevas Guillén, Quirino Paulino, Francisco Fortune Maconi Díaz, uno conocido sólo como Kiko y otros declarados prófugos.

## Alojamiento en prisión y muerte
El 16 de mayo de 2009, Rolando Florián Féliz fue asesinado por un funcionario penitenciario durante un altercado que se desarrollaba en las afueras del penal de Najayo. Funcionarios de la Procuradoría General (Departamento de Estado), la Policía Nacional y la Autoridad Penitenciaria llevaron a cabo una investigación preliminar. Además de los hechos que llevaron a la muerte de Florián, el informe describe con franqueza el lujoso estilo de vida del recluso, así como la permisividad y deferencia cómplices (a veces renuentes) hacia él por parte del personal penitenciario.
Como muestra la evidencia fotográfica del informe, Florián vivía con considerable opulencia en una celda o conjunto de celdas que aparentemente se habían unido en un solo apartamento. Disfrutó del uso de electrodomésticos, incluyendo aire acondicionado y refrigerador. Tenía habitaciones completamente amuebladas, incluida una colección personal de libros, pinturas, retratos, televisores de pantalla plana y muchas otras pertenencias.
Alrededor de las 13:00 horas del día en cuestión, Florián recibió la visita no programada de dos jóvenes. Una de las mujeres tenía 17 años y no está identificada en el informe, ya que es menor de edad según las leyes dominicanas. A pesar del horario irregular de la visita, las dos jóvenes fueron autorizadas a ingresar al penal por el teniente coronel José Antonio Pulinario Rodríguez. Según el informe, Florián ya estaba organizando una reunión con varios otros reclusos que incluía comida y bebidas alcohólicas. Florián dejó a sus compañeros de prisión en áreas generales de su celda mientras se retiraba a su dormitorio con las mujeres para tener relaciones sexuales.
Estos actos irregulares causaron malestar entre los mismos funcionarios que aprobaron los hechos en primer lugar, y se produjeron una serie de comunicaciones hacia arriba y hacia abajo en la cadena de mando. Varios funcionarios penitenciarios visitaron la celda de Florián y solicitaron la salida de las dos mujeres. Florián Féliz se negó en varias ocasiones a que las mujeres cumplieran con el pedido. Estas negativas fueron transmitidas a los superiores. El Teniente Coronel de Policía José A. Pulinario Rodríguez visitó la celda en dos oportunidades y en ambas se retiró sin lograr persuadir a Florián. La segunda visita de José A. Pulinario se realizó entre las 20:00 y las 21:00 horas. Poco después de la partida de Pulinario, Florián Féliz ordenó a las mujeres que se quedaran y, en cambio, salió de su celda armado con un cuchillo en busca de Pulinario.
Según el informe, Florián Féliz encontró a un grupo de oficiales cerca de las áreas exteriores del frente del centro penitenciario. Intentó herir al Teniente Coronel Pulinario Rodríguez, quien evitó lastimarse y huyó del lugar. Florián Féliz luego centró su atención en otros dos oficiales. Hirió al Capitán Lino De Oca Jiménez, cortándole la boca y uno de sus dedos. Aunque se informa que el Capitán Jiménez inicialmente no estaba equipado con un arma de fuego según las normas de la prisión, durante el forcejeo que siguió, el Capitán sacó una Browning de 9 mm (registrada a nombre de Pulinario Rodríguez) y disparó varias veces a Florián. El informe de la autopsia reveló que Florián había recibido ocho impactos de bala, uno de ellos herida de muerte.
A pesar de sus extensas heridas, Florián logró regresar a su celda, telefoneó a su esposa y se trasladó a la celda de un compañero de prisión para recibir ayuda. Más tarde fue transportado a un hospital y murió aproximadamente 13 a 15 horas después del tiroteo. El informe toxicológico reveló que Florián Féliz había ingerido alcohol en las horas previas al tiroteo. No hubo evidencia de consumo de drogas ilegales.

## Legado después de la muerte
Al momento de su muerte Florián Félix estaba concluyendo una biografía de 51 capítulos detallando la historia de su vida, su ascenso y caída. Muchos especulan que la naturaleza reveladora y el contenido del libro molestaron a muchos dentro del negocio del narcotráfico y eventualmente lo llevaron a la muerte.  
Al momento de su muerte, Florián Feliz había obtenido aproximadamente 47 certificaciones y diplomas que van desde plomería, derecho, química, física y matemáticas. Muchos de estos títulos se obtuvieron durante su permanencia en prisión y se pueden ver adornando las paredes de su celda en la prisión de Najayo, en fotografías. Mientras estuvo en prisión, Florián se reunió en audiencia con varios profesores y académicos destacados, quienes lo instruyeron para ayudarlo a obtener estos títulos. Rolando Florián Féliz dejó 15 hijos.